# Stary Hel
Stary Hel – gród z IX–XIII wieku, a następnie miasto w XIII–XVII wieku, zatopione z powodu cofania się linii brzegowej Mierzei Helskiej. W przeszłości ważny ośrodek handlu i znaczący port.

## Historia
Pierwsze wzmianki o grodzie pochodzą z IX wieku. Osada przeżywała bujny rozwój, stając się znaczącym miastem, głównie dzięki rybołówstwu za sprawą morza bogatego w śledzie. Szybki rozwój miasta nastąpił w XII wieku. Prawa miejskie Hel otrzymał około 1260 roku. Był już wówczas znacznym ośrodkiem handlowym i rzemieślniczym, a manifestacją jego zamożności był ratusz z zegarem mechanicznym. W szczytowym okresie rozwoju miasto liczyło blisko 1,2 tys. mieszkańców, a na zabudowę składało się co najmniej 180 domów. Miasto najprawdopodobniej nie było obwarowane. Poza ratuszem był kościół pw. NMP, szpital Bożego Ciała i więzienie. W Starym Helu swoje bazy wypadowe mieli piraci, atakujący statki płynące do Gdańska. W 1396 roku w mieście stacjonowała licząca 84 okręty krzyżacka flota, która szykowała się do wyprawy karnej przeciw witalijczykom.
Pod koniec średniowiecza miasto zaczęło podupadać, gdy ławice śledzi przeniosły się w inne rejony Bałtyku, a gdańscy kupcy zaczęli wykupywać usługi helskich rybaków na nieuczciwych zasadach. Dodatkowo Kazimierz IV Jagiellończyk oddał miasto pod zwierzchność Gdańska, co spowodowało nałożenie na (Stary) Hel licznych danin i podatków. Kłopoty gospodarcze oraz surowe prawodawstwo miejskie spowodowały emigrację ludności z miasta, wówczas powstała także w pobliżu osada, który z czasem rozwinęła się we współczesny Hel (wówczas Nowy Hel). Jeszcze w XV wieku panowała równowaga między obydwoma ośrodkami.
W Wielkanoc 1572 roku miasto Stary Hel strawił pożar (wywołany prawdopodobnie przez szwedzkich żołnierzy), który przyśpieszył upadek miasta. Jednym z nielicznych budynków, który przetrwał był kościół, którego mury wizytował w 1702 roku biskup Stanisław Szembek. Wkrótce potem ruiny kościoła rozebrano, a materiał wykorzystano do rozbudowy kościoła luterańskiego w Nowym Helu.
Do zniszczenia miasta przyczyniło się także morze, które podmywało budynki. W efekcie obecnie linia brzegowa Mierzei Helskiej jest na jego krańcu cofnięta o 200–250 metrów w stosunku do stanu z XV wieku. Jeszcze w XVII wieku na mapach tej okolicy umieszczano zarówno Stary Hel, jak i (Nowy) Hel. W początku XVIII wieku miasto było tylko skupiskiem porzuconych ruin, z czasem wchłoniętych przez Bałtyk. Jedynymi śladami po Starym Helu były wyławiane okresowo kości, pochodzące z zalanego starohelskiego cmentarza. Mieszkańcy mierzei utrzymywali, że jeszcze na początku XX wieku na Helu znajdowały się drogowskazy prowadzące do zatopionego miasta.
Według legendy miasto zostało zniszczone z powodu pychy mieszkańców podczas burzy przez wielkie fale i trzęsienie ziemi. Legenda głosi też, że wiele lat po kataklizmie spod wody słyszany był dźwięk dzwonów z zatopionego miasta.
Pod koniec dwudziestolecia międzywojennego w Helu rozpoczęto budowę portu wojennego. Podczas prac w odległości kilkuset metrów na północny zachód od portu rybackiego w Helu, na głębokości dwóch–trzech metrów natrafiono na ruiny Starego Helu. Ruiny przebadali wstępnie archeolodzy z Torunia, jednak wysoki priorytet inwestycji sprawił, że badania były krótkie, po czym ruiny zostały zasypane, a port pośpiesznie ukończony. Także obecnie prace archeologiczne są niemożliwe z powodu położenia ruin na terenach wojskowych.